# Arenocoris
Arenocoris är ett släkte av insekter. Arenocoris ingår i familjen bredkantskinnbaggar.
Släktet innehåller bara arten Arenocoris fallenii.

## Bildgalleri

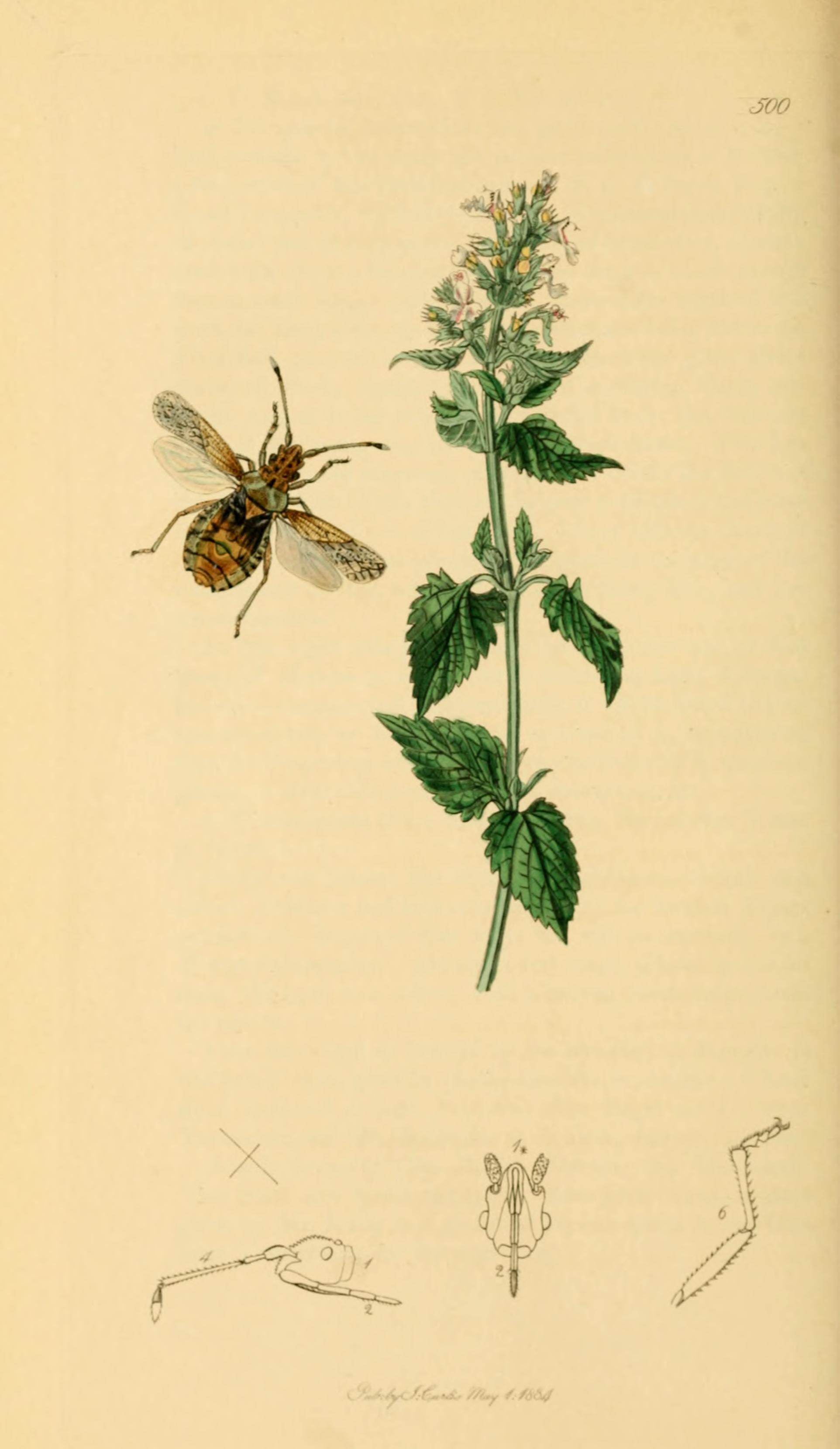